# Rock-a-bye Baby

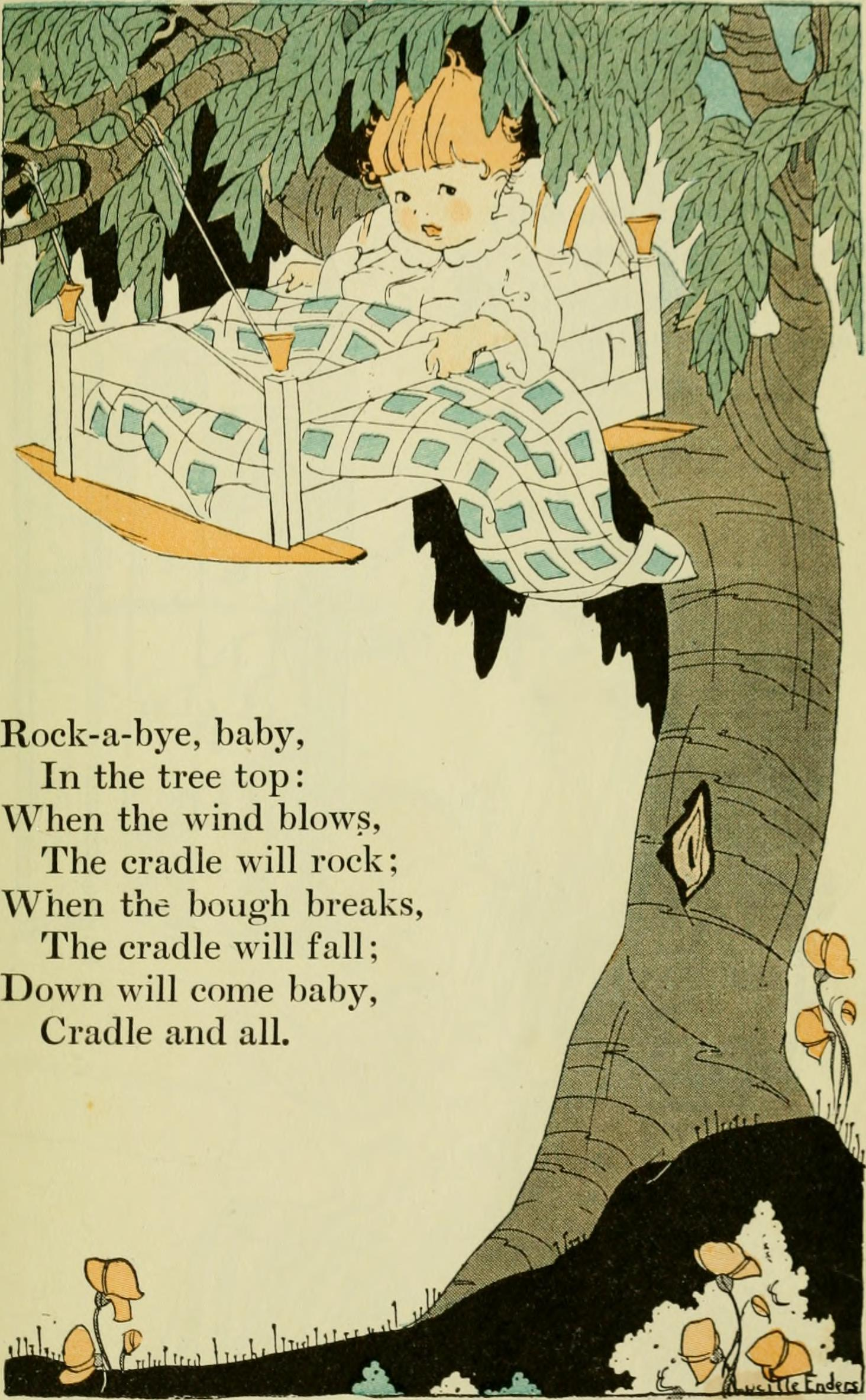
Buchillustration von 1922

Rock-a-bye Baby (ursprünglich Hush-a-by Baby) ist im englischsprachigen Raum eines der populärsten Wiegenlieder. Im Roud Folk Song Index ist es unter der Nummer 2768 enthalten.

## Text

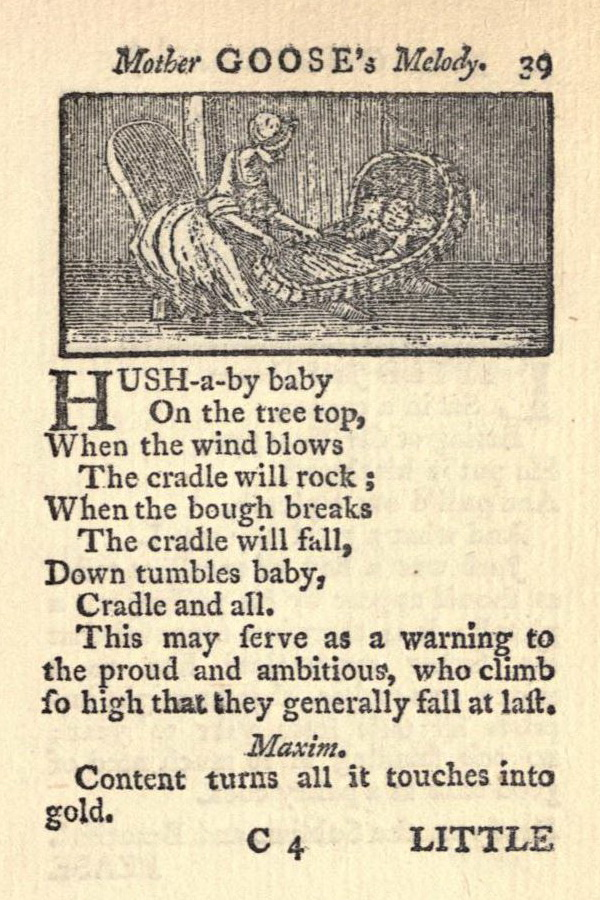
Hush-a-by baby aus Mother Goose’s Melody (Reprint von 1791)

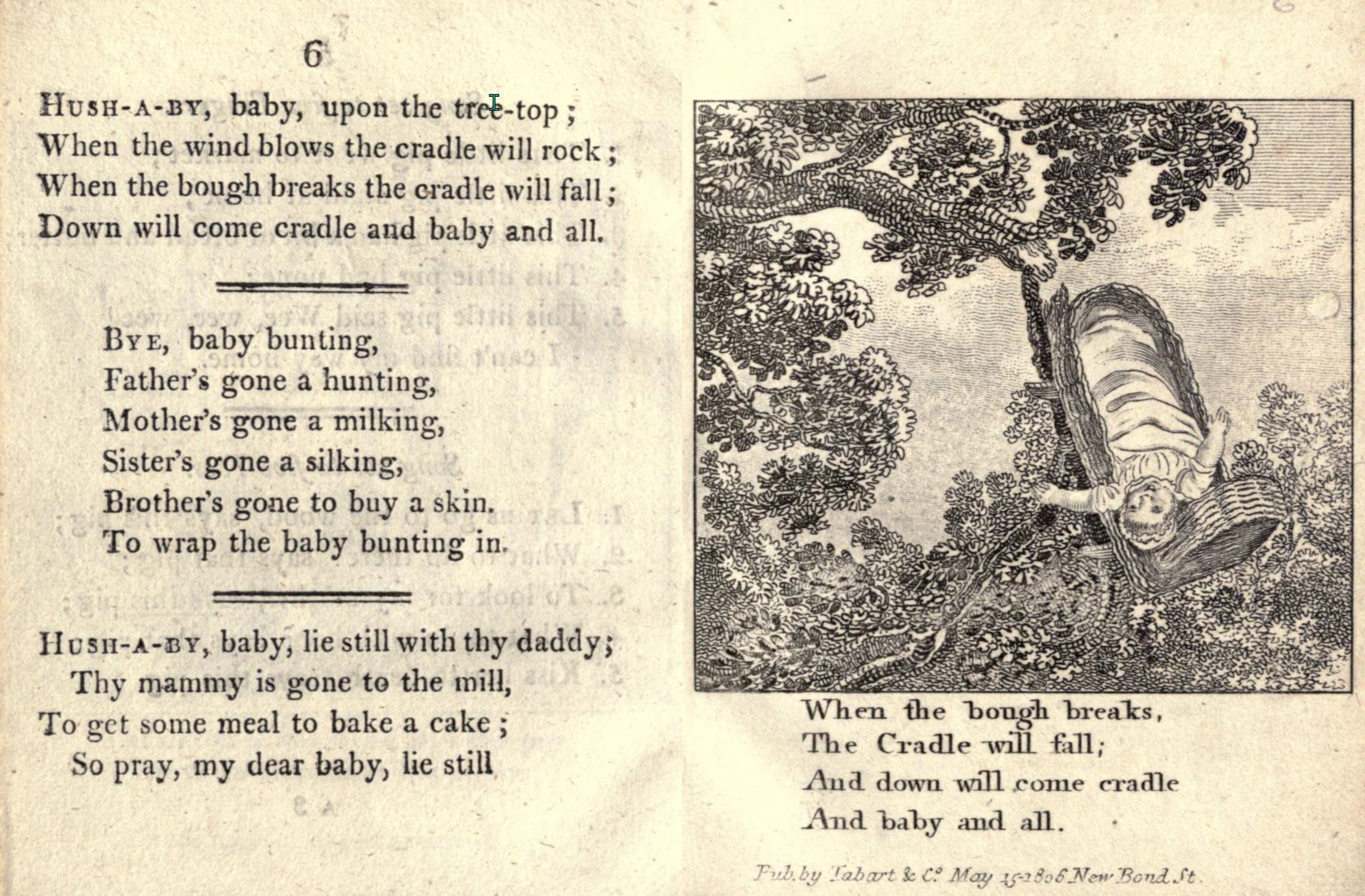
Hush-a-by baby aus Songs for the nursery von Benjamin Tabart (1805)

Der Text des Liedes wurde vermutlich um 1760 (nach anderen Quellen: 1781, möglicherweise auch 1765) in London von John Newbery in seinem Buch Mother Goose’s Melody; or Sonnets for the Cradle erstmals veröffentlicht. Von dieser Erstausgabe ist kein bekanntes Exemplar mehr erhalten – bereits Ende des 19. Jahrhunderts waren alle englischen Originaldrucke verschollen. 1785 erschien in Worcester, Massachusetts jedoch ein Nachdruck, 1791 ein weiterer in London, letzterer herausgegeben von Newberys Enkel Francis Power. In diesen Ausgaben hat das Gedicht folgenden Text:

“Hush-a-by baby on the tree top,
When the wind blows the cradle will rock;
When the bough breaks the cradle will fall,
Down tumbles baby, cradle and all.”

„Hush-a-by Baby auf dem Baumwipfel,
Wenn der Wind weht, wird die Wiege schaukeln;
Wenn der Ast bricht, wird die Wiege fallen,
Herunter stürzen Baby, Wiege und alles andere.“

Auf das eigentliche Gedicht folgte dann noch eine Schlussbemerkung:

“This may serve as a warning to the proud and ambitious, who climb so high that they generally fall at last.”

„Dies mag als Warnung für die Stolzen und Ehrgeizigen dienen, die so hoch klettern, dass sie im Allgemeinen schließlich fallen.“

Heutzutage wird meist eine leicht abgewandelte Version gesungen:

“Rock-a-bye baby on the treetop,
When the wind blows the cradle will rock,
When the bough breaks the cradle will fall,
And down will come baby, cradle and all.”

Daneben entstanden im Laufe der Zeit zahlreiche weitere Varianten und Ergänzungen, etwa folgende:

“Rock-a-bye, baby, thy cradle is green;
Father’s nobleman, mother’s a queen;
And Betty is a lady, and wears a gold ring
And Johny’s a drummer and drumms for the king.”

„Rock-a-bye, Baby, deine Wiege ist grün;
Vater ist ein Adeliger, Mutter ist eine Königin;
Und Betty ist eine Dame, und trägt einen Goldring
Und Johny ist ein Trommler und trommelt für den König“

“Hush-a-bye, baby, on on the tree top,
When the wind blows the cradle will rock;
When the bough bends it never can fall,
Safe is the baby, bough, cradle and all.”

„Hush-a-by Baby auf dem Baumwipfel,
Wenn der Wind weht, wird die Wiege schaukeln;
Wenn sich der Ast biegt, kann sie niemals fallen,
Sicher sind das Baby, Ast, Wiege und alles andere.“

## Hintergrund

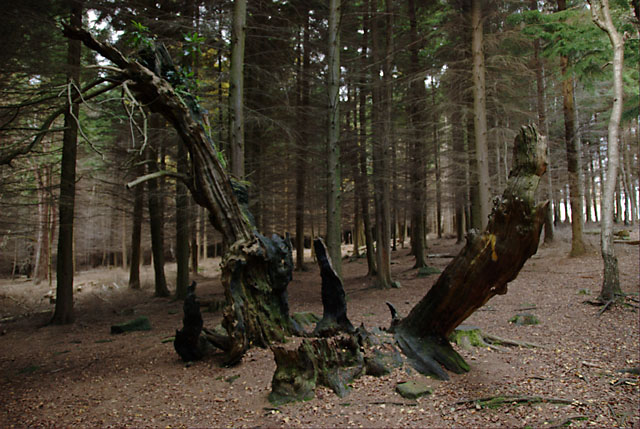
Der Betty Kenny Tree heute

Über die Entstehung des Liedtextes gibt es unterschiedliche Theorien, von denen bisher allerdings keine bewiesen werden konnte:
- Bei dem Baby im Baum soll es sich ursprünglich um den altägyptischen Gott Horus gehandelt haben.[6]
- Das Gedicht soll von einem Jungen stammen, der mit den Pilgervätern auf der Mayflower nach Nordamerika gekommen war. Dort beobachtete er, wie einheimische Mütter ihre Kleinkinder in Wiegen legten und diese an Bäumen aufhängten. Hush-a-by Baby soll dieser Theorie zufolge das erste englische Gedicht sein, das auf amerikanischem Boden verfasst wurde.[7]
- Der Text soll als Spottvers auf den englischen König James II. entstanden sein, der wegen seines katholischen Glaubens bei seinen anglikanischen Untertanen sehr unbeliebt war. Nachdem ihm mit James Francis Edward Stuart ein männlicher Stammhalter geboren worden war, spitzte sich die Situation zu, da die Engländer nun befürchten mussten, dass auch sein Nachfolger katholisch sein würde.[8][9]
- Das Gedicht soll auf eine Frau namens Betty Kenny zurückgehen, die im 18. Jahrhundert mit ihrem Mann, einem Köhler, in einer großen, hohlen Eibe in den Shining Cliff Woods nördlich von Derby (Derbyshire) lebte. Das Paar hatte zahlreiche Kinder, für die Betty einen ausgehöhlten Ast als Wiege verwendete.[10]

## Melodien
Rock-a-bye Baby wird im Allgemeinen auf eine von zwei verschiedenen Melodien gesungen.
Die eine stammt von einem vermutlich im frühen 17. Jahrhundert in Irland entstandenen Volkslied mit dem Titel Lillibullero, das später auch von Henry Purcell bearbeitet wurde:
Die zweite, wesentlich bekanntere ist vor allem in den USA sehr populär. Sie wird im Allgemeinen Effie I. Canning (1856–1940) zugeschrieben:

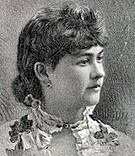
Effie I. Canning (ca. 1887)

Canning soll die Melodie im Alter von 15 Jahren spontan komponiert haben, als sie versuchte, ein fremdes Baby zu beruhigen. Als sie sie später ihrem Banjolehrer vorspielte, ermutigte dieser Cannings, sie zu veröffentlichen. Rock-a-bye Baby erschien schließlich 1886 bei Charles D. Blake & Co. in Boston. Die bekannte Melodie und der oben zitierte Text bilden hier allerdings nur den Hauptteil des Refrains der gesamten Komposition.

## Rezeption und Parodien
- Die amerikanische Version des Liedes war bis heute schon in über 200 Filmen und Fernsehserien zu hören.[12] Beispielsweise weigert sich in der ersten Folge der Simpson Shorts mit dem Titel Gute Nacht (1987) Maggie Simpson, nachts alleine in ihrem Bett zu schlafen, weil ihr der doch recht brutale Inhalt des von ihrer Mutter Marge vorgetragenen Wiegenliedes Angst gemacht hat.
- Martin Van Buren verwendete während seiner Kampagne zur Präsidentschaftswahl in den Vereinigten Staaten 1840 eine abgewandelte Version als Spottlied auf den politischen Gegner:

“Hush-a-bye baby, Daddy’s a Wig,
 Before he comes home Hard Cider he’ll swig …”

- Der englischsprachige Originaltitel des Films Der Babysitter (1958) mit Jerry Lewis bezieht sich ebenfalls auf das Wiegenlied.